# Mona Rosenberg
Anny Mona Petrine Rosenberg, född 1918 i Esbjerg Danmark, död 1990, var en dansk-svensk målare och konsthantverkare.
Hon var dotter till Elna Wiehse. Rosenberg studerade konst i Köpenhamn. Hennes konst består av porträtt och Landskapsmåleri samt dekorativa arbeten i glas.  